# طب النفس العصبي

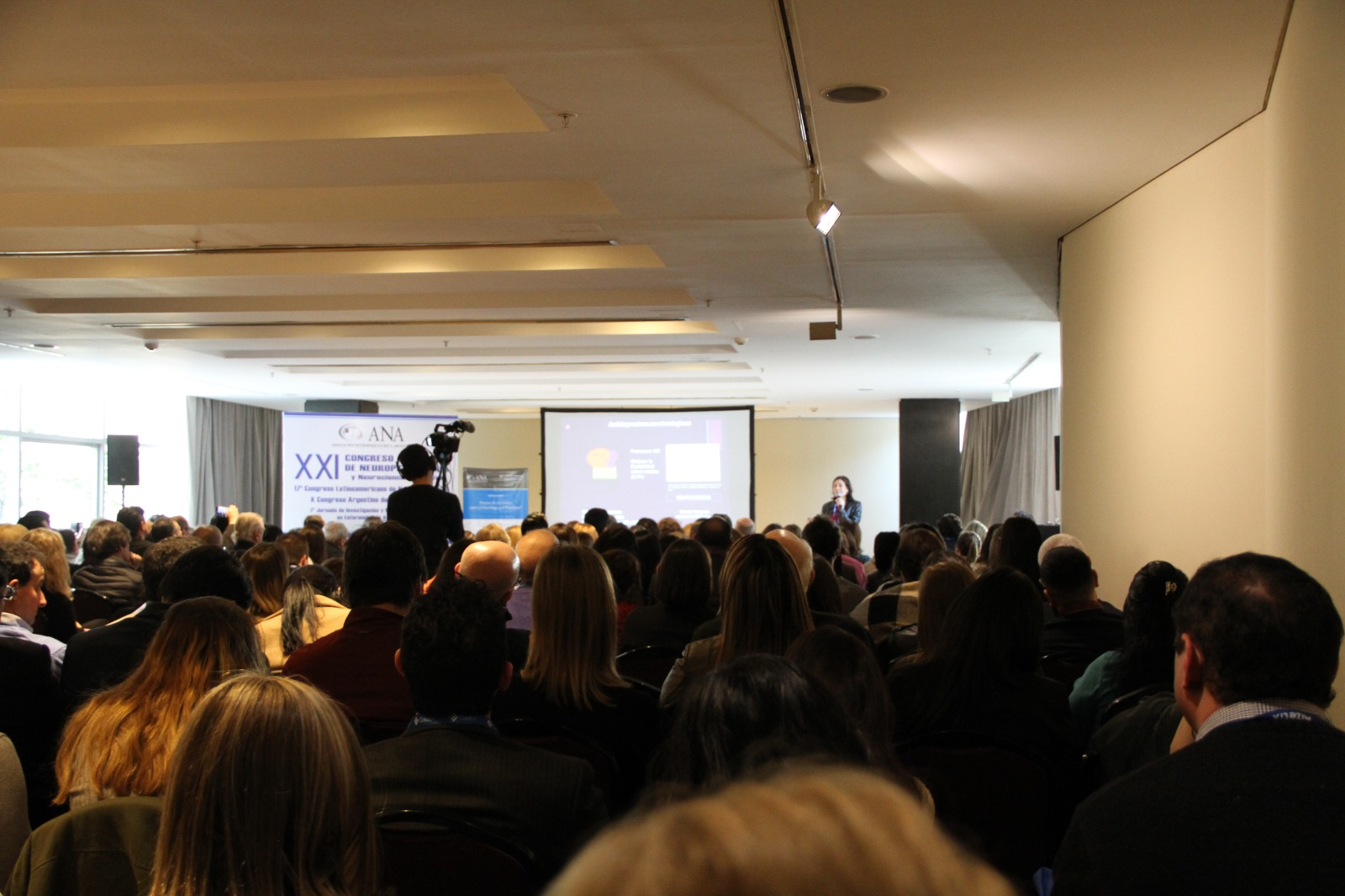
المؤتمر الأرجنتيني الـ25 لعلم النفس العصبي وعلوم الأعصاب الإدراكية، نظمته الجمعية الأرجنتينية لعلم النفس العصبي في فندق NH سيتي آند تاور – بوينس آيرس.

طب النفسي العصبي والمعروف شعبيًا باسم طب الأمراض النفسية والعصبية هو تخصص طبي يتعامل مع الاضطرابات النفسية الناتجة عن أمراض عضوية في الجهاز العصبي، وقد يتفرع هذا التخصص إلى تخصصي الطب النفسي وطب الجهاز العصبي، وقد يوجد تدريب مشترك بين هذه التخصصات، كما يُمثل طب النفس العصبي تخصصًا فرعيًا ناميا ضمن تخصصات الطب النفسي، كما أنه يرتبط ارتباطًا وثيقًا بعلم النفس العصبي وعلم الأعصاب السلوكي.

## التقارب بين طب الجهاز العصبي والطب النفسي
تجدد الاهتمام والنقاش حول طب النفسي العصبي في الأوساط الأكاديمية خلال العقد الماضي. بسبب التداخل الكبير بين هذه التخصصات، ودعت معظم هذه النقاشات إلى تقارب بين طب الجهاز العصبي والطب النفسي بما يشكل تخصصًا أعلى وأكبر من أحدهما منفصلا، فمثلا قام البروفيسور جوزيف مارتين، عميد كلية الطب بجامعة هارفارد ومختص في طب الجهاز العصبي، بتلخيص حجة لم الشمل بين التخصصين قائلا: «أرى أن الفصل بين التخصصين هو فصل تعسفي، وغالبًا ما يتأثر بالمعتقدات بدلاً من الملاحظات العلمية المثبتة، فحقيقة أن الدماغ والعقل هما نفس الشيء تجعل من الفصل بينهما أمرا مصطنعًا على أي حال» وفي ما يلي بعض هذه النقاط والحجج الرئيسية الأخرى:

### أحادية العقل/الدماغ
ركز المختصون في طب الجهاز العصبي وبشكل موضوعي على الأمراض العضوية للجهاز عصبي وخاصةً في الدماغ، في الوقت الذي زعم فيه الأطباء النفسيون بأن ذلك بسبب أمراض العقل، وقد ظهرت التفرقة القديمة بين الدماغ والعقل باعتبارهما ككيانين مختلفين في عديد من الاختلافات بين التخصصين، وزعم البعض أن هذا الانقسام هو انقسام خيالي، حيث أثبتت أدلة معتمدة على أبحاث من القرن الماضي أن حياتنا العقلية تمتد جذورها في الدماغ. مما دعى البعض إلى القول بأن الدماغ والعقل ليسا كيانين منفصلين، بل مجرد طرق مختلفة للنظر إلى نفس الشيء. ويرى البعض أن تبني هذه الأحادية بين العقل والدماغ قد تكون مفيدة لعدة أسباب، أولاً: أن رفض الازدواجية يعني أن كل عمليات الوجدان هي عمليات بيولوجية، وهذا يوفر إطار بحث مشترك يمكن من خلاله تطوير فهم الاضطرابات العقلية وعلاجها. ثانياً: أنه يخفف من الالتباس الواسع النطاق حول شرعية المرض العقلي من خلال الإيحاء بأن جميع الاضطرابات يجب أن يكون لها أثر في الدماغ.
وباختصار فإن السبب وراء الانقسام بين الطب النفسي وطب الجهاز العصبي هو التمييز بين العقل (أو التجربة الوجدانية للشخص) والدماغ، كما يدعم الاندماج بين هذه التخصصات رؤية مؤيدي أحادية العقل/الدماغ بأن هذا التمييز أمرا مصطنعا.

### التعددية السببية
أحد الأسباب التي أدت إلى الانقسام هو أن طب الجهاز العصبي ينظر إلى أسباب الاضطرابات بشكل تقليدي من منظور اعتبارها ملموسة (علم الأمراض العصبية، علم الوراثة) في حين ينظر الطب النفسي إلى السببية (طبيعة الشخصية، العلاقات الشخصية والثقافية). ويرى البعض أن هذا التشعب غير مفيد، فيما جادل بعض المؤلفون بأنه من الأفضل تصوير هذا التشعب باعتباره طرفي سلسلة السببية. وتشمل فوائد ذلك كل من: أولاً: إثراء فهم المسببات المَرضية، خاصة بين الدماغ والبيئة. ومن الأمثلة على ذلك اضطرابات الأكل، التي تبين أنها لها أساس باثولوجي عصبي، كما زاد معدل الإصابة بها في بعض فتيات في المدارس الريفية عقب تعرضهن للتلفاز. ومثال آخر أيضا هو مرض الفصام، الذي قد ينخفض خطر الإصابة به إلى حد كبير في ظل وجود بيئة عائلية صحية.
يُقال أيضًا أن هذا الفهم المُعَزز للمسببات المرضية سيؤدي إلى تحسين استراتيجيات العلاج وإعادة التأهيل من خلال فهم المستويات المختلفة لعملية السببية بحيث يمكن للمرء التدخل فيها، وقد يكون هذا التدخل غير عضوي مثل العلاج السلوكي المعرفي وتخفيف حدة الاضطرابات سواء بشكل فردي أو بمساعدة بعض العقاقير، ويُعد مثال ليندن (2006) حول كيفية أن العلاج النفسي له مشتركات عصبية بيولوجية مع العلاج الدوائي مثالًا مناسبًا لذلك، كما أنه أمر مشجع من منظور المريض حيث تقل احتمالية حدوث آثار جانبية ضارة مع زيادة في الفعالية الذاتية.

### الأساس العضوي
أظهر تاريخ الطب النفسي ابتعادا عن علم الأمراض العصبي الهيكلي واعتماده بشكل أكبر على الأيديولوجية (سبشين، 1990). ومن الأمثلة الجيدة على ذلك متلازمة توريت التي اقترحها فيرينكزي (1921)، على الرغم من أنه لم يسبق له مريض مضاب بها، إلا أنها كانت عبارة عن تعبير رمزي للعادة السرية ناجم عن القمع الجنسي، ومع ذلك وبالتزامن مع بدء فعالية العقاقير المضادة للذهان في تخفيف أعراض المتلازمة، فقد اكتسبت المتلازمة لاحقا دعماً من الفسيولوجيا المرضية، كما يُفترض أن يكون لها أساس وراثي أيضًا، استنادًا إلى القابلية العالية في توريثها، ويمكن رؤية هذا الاتجاه في العديد من الاضطرابات النفسية التقليدية (انظر الجدول بالأسفل)، مما يُضيف المزيد من الدعم تجاه إعادة توحيد طب الجهاز العصبي والطب النفسي باعتبار أن كلاهما يتعاملان مع اضطرابات تصيب نفس الجهاز.
| الأعراض النفسية                | التفسير النفسي الديناميكي                                  | المقابلة العصبية                                                                                 | مصدر                                                                         |
| ------------------------------ | ---------------------------------------------------------- | ------------------------------------------------------------------------------------------------ | ---------------------------------------------------------------------------- |
| الاكتئاب                       | تحول الغضب تجاه الداخل                                     | اضطراب التنظيم القشري الحوفي، اختلال توازن أحاديات الأمين                                        | مايبيرج (1997)                                                               |
| الهوس (الاضطراب الثنائي القطب) | نرجسي                                                      | قشرة الفص الجبهي وقرن آمون، القشرة الحزامية الأمامية واللوزة الدماغية                            | باريت وآخرون. (2003)، Vawter، Freed، & Kleinman (2000)                       |
| انفصام الشخصية                 | نرجسي / الهروب من الواقع                                   | تفعيل مستقبلات NMDA في قشرة الفص الجبهي البشري                                                   | روس وآخرون. (2006)                                                           |
| الهلوسة البصرية                | الإسقاط، الأم البعيدة الجافية تُسبب ضعفا في الأنا           | هياكل جذع الدماغ المعدلة الصاعدة                                                                 | موسيلين، والترفانغ، فيلاكوليس، (2006)                                        |
| الهلوسة السمعية                | الإسقاط، الأم البعيدة الجافية تُسبب ضعفا في الأنا           | اتصال وظيفي صدغي أمامي                                                                           | Shergill et al. 2000                                                         |
| الوسواس القهري                 | الأبوة والأمومة القاسية تؤدي إلى الصراع بين الكراهية والحب | دارات أمامية تحت قشرية، نشاط ذنبي يماني                                                          | ساكسينا وآخرون. (1998)، Gamazo-Garran، Soutullo وOrtuno (2002)               |
| اضطرابات الأكل                 | محاولة السيطرة على القلق الداخلي                           | نظام سيروتونين غير نمطي، اختلال وظيفي في الفص الصدغي والجبهي اليماني، يتغير إلى مسارات الدوبامين | كاي وآخرون. (2005)، Uher and Treasure (2005)، Olsen (2011)، Slochower (1987) |

### تحسين رعاية المرضى
علاوة على ذلك، يُقال إن هذ الترابط سيسمح بظهور تصنيف أكثر دقة للأمراض العقلية، مما يساعد على تحسين استراتيجيات العلاج وإعادة التأهيل متجاوزا الموجودة حاليا.

### نموذج إدارة أفضل
أظهر شيفر وآخرون أن التقارب بين التخصصين يؤدي إلى حجج إدارية ومالية جيدة.

## روابط خارجية

### شهادة التخصص الفرعي
- علم الأعصاب السلوكي وعلم النفس العصبي، المجلس المتحد للتخصصات العصبية الفرعية، الولايات المتحدة الأمريكية

### مجلات
- مجلة الطب النفسي العصبي وعلم الأعصاب السريري
- الأمراض العصبية والنفسية والعلاج
- الطب النفسي العصبي: مجلة تقييم العلاج
- علم النفس العصبي المعرفي

### المنظمات الدولية / الوطنية
- منتدى الطب النفسي العصبي
- منتدى الطب النفسي العصبي
- الرابطة الأمريكية للأمراض العصبية والنفسية
- الجمعية البريطانية للطب النفسي العصبي
- الكلية الملكية للأطباء النفسيين، المجموعة ذات الاهتمام الخاص في الطب النفسي العصبي
- الرابطة الدولية للأمراض العصبية والنفسية
- الطب النفسي العصبي في نيوزيلندا
- جمعية علم الأعصاب السلوكي والمعرفي

### برامج طب النفسي العصبي المحددة
- وحدة الطب النفسي بمستشفى ملبورن الملكي
- برنامج الطب النفسي العصبي، كولومبيا البريطانية، كندا نسخة محفوظة 6 أكتوبر 2018 على موقع واي باك مشين.
- جامعة بنسلفانيا برنامج الطب النفسي العصبي
- برنامج جامعة شيكاغو للطب النفسي العصبي
- برنامج الطب النفسي العصبي في شيبارد برات، الولايات المتحدة الأمريكية